# Rosa gorenkensis
Rosa gorenkensis es una especie de planta del género Rosa, de la familia Rosaceae.

## Taxonomía
Rosa gorenkensis fue descrita por Besser en 1822.

## Distribución
Se encuentra en el territorio de Europa Oriental.